# Talladega, Alabama
Talladega là một thành phố thuộc quận Talladega, tiểu bang Alabama, Hoa Kỳ. Dân số năm 2009 là 16735 người, mật độ đạt 269 người/km².